# Croat molisià
El Croat molisià (en croat naš jezik - la nostra llengua, forma adverbial na-našu a la nostra manera, també dit slavisano - slavo molisano - lo slavo, Moliški Hrvati o Molizanski hrvati) és una varietat de la llengua croata que es parla a tres municipis de la província de Campobasso, a la regió italiana de Molise, a uns 30 kilòmetres del mar Adriàtic.

## Situació i nombre de parlants
Es tracta dels municipis d'Acquaviva Collecroce/Živavoda-Kruč, Montemitro/Mundimitar i San Felice del Molise/Štifilić (Filić) (antigament també es parlava a Palata i a Cerritello/Čirit). Lingüísticament pertany al grup dialectal štocavià-icavià (amb algunes característiques del čakavià). Segons el cens de 1991 hi havia una població de 2.368 habitants, dels quals uns 1.700 encara parlaven el croat. Endemés, es calcula que un miler més també el parlen entre els croats molisians emigrats a Amèrica. L'emigració ha estat endèmica als municipis. Entre 1911 i 1993, la població d'Acquaviva passà de 2.243 a 898, la de San Felice del Molise de 1.641 a 901 i la de Montemitro de 1.017 a 496.

## Origen
Pel que fa al seu origen, hi ha les següents teories
- Uns creuen que els seus avantpassats arribaren a Molise fa uns 500 anys des de la vall del riu Narenta entre Croàcia i Hercegovina;
- Segons Reissmüller, a principis del segle xvi marxaren de la Dalmàcia, i més concretament de les boques del Narenta;
- Segons Aranza, provenen dels volants de Zadar;
- Segons Badurina, pertanyen al grup štokavià d'Ístria meridional;
- Segons Hraste, provenen de la zona que hi ha entre Zadar i Šibenik;
- Segons Muljačić, procedeixen de la zona del voltant de la muntanya Biokovo, a la regió de Zabiokovlje.

## Estatut legal
No disposen de cap mena d'estatut legal que els garanteixi l'ús de la llengua, malgrat que l'article 6 de la constitució italiana ho preveu. Pel que fa a l'ensenyament, només a San Felice hi ha un curs de croat a l'escola. També és totalment absent de l'administració de justícia i dels serveis públics, encara que és tolerat en la toponímia. Tampoc és present a la ràdio i a la televisió, tot i que és possible captar les emissores croates de televisió que emeten per satèl·lit.
Pel que fa a revistes i publicacions, entre 1967 i 1970 funcionaren tres publicacions: Naša rič, Naš jezik i Naš život. Actualment només hi ha Modre lastavice, publicació de l'escola primària de San Felice del Molise, però el seu àmbit és molt reduït